# Малые Вязёмы (платформа)
Ма́лые Вязёмы — остановочный пункт Смоленского (Белорусского) направления МЖД в одноимённой деревне Одинцовского городского округа Московской области.

## Описание

### Расположение
Остановочный пункт располагается между СНТ «Мичуринец» на юге и деревней Малые Вязёмы на севере. Западнее платформы поездов, следующих в сторону области, располагается ЦКАД.

### Инфраструктура
Состоит из двух высоких боковых платформ, соединённых только настилом через пути. Платформы разнесены между собой: платформа в сторону Москвы находится западнее, чем платформа в сторону области.
Не оборудована турникетами, но имеет валидаторы МЦД.

## Пассажирское движение
Время движения от Белорусского вокзала — около 50—55 минут.
На остановочном пункте останавливаются некоторые пригородные поезда. Экспрессы, а также поезда дальнего следования остановок на платформе не производят.

## Инциденты
10 февраля 2012 года дежурная по переезду у платформы Малые Вязёмы Ольга Ивановна Першина, экстренно включив заградительную сигнализацию после обнаруженного ей излома рельса, предотвратила возможное крушение скорого поезда Москва — Витебск. За этот поступок награждена именными часами начальника Московской железной дороги.